# MONKEY 4
「MONKEY 4」（もんきーふぉー）は、2002年11月20日に発売された、餓鬼レンジャーの4枚目のシングルである。前作から約半年ぶりに発売された。

## 概要
- ミュージック・ビデオにインリン・オブ・ジョイトイがゲスト出演した[1]ことで話題を呼んだ。その他にも、DOSMOCCOSのメンバーであるKEN-1-RAWなども出演している。また、ポチョムキンは曲名に因んで、猿のメイクをして出演している。
- 元々、卑猥な演出や歌詞が多いことでも有名な餓鬼レンジャーだが、このミュージック・ビデオに至っては特に内容が過激と判断されたため、マクドナルドでの放送が途中で中止になったという逸話がある。
- ミュージック・ビデオは2005年発売のDVD『7 CLIPS』に収録。

## 収録曲
1. MONKEY 4[5:24]
作詞：Pocyomkin・YOSHI／作曲：High Switch a.k.a. Hiro／編曲：餓鬼レンジャー
2. MONKEY 4～G.P.REMIX～[5:10]
作詞：Pocyomkin・YOSHI／作曲：G.P a.k.a. GREEN PEEACE／編曲：餓鬼レンジャー
ベストアルバム『Weapon G』には、このヴァージョンが収録された。
3. MONKEY 4 (Instrumental)[5:24]
4. MONKEY 4～G.P.REMIX～ (Instrumental)[5:24]